# Вуд, Уильям (борец)
Уильям Вуд (англ. William Wood; 1888 — ?) — британский борец, серебряный призёр летних Олимпийских игр 1908 года.
На Играх 1908 года в Лондоне Вуд соревновался и в греко-римской, и в вольной борьбе в весовых категориях до 66,6 кг. В первом турнире он дошёл до 1/8 финала, а в другом смог занять второе место и выиграть серебряную медаль.